# 小行星9978
小行星9978（英語：9978）是一颗围绕太阳公转的小行星。1994年1月7日，小林隆男在大泉天文台发现了此天体。
这颗小行星的绝对星等为131.70807等。